# Basedow (Lauenburg)
Basedow település Németországban, Schleswig-Holstein tartományban. Lakosainak száma 623 fő (2023. december 31.).

## Népesség
A település népességének változása:
| Lakosok száma | 257  | 650  | 653  | 647  | 642  | 623  | 623  |
|               | 1975 | 2014 | 2017 | 2019 | 2021 | 2022 | 2023 |